# 海部壮平
海部 壮平（かいふ そうへい、1847年9月22日（弘化4年8月13日） - 1895年（明治28年）10月1日）は、幕末の尾張藩藩士、明治時代の養鶏家。名は「荘平」と表記する資料もある。

## 経歴
尾張藩士の海部左近右衛門の子として生まれたが、明治時代になり1870年（明治3年）には世禄を奉還し、東春日井郡池之内（現小牧市）に移住した。身分と職を失いよろずやを開業したが借金がかさみ、弟の海部正秀（1852年-1921年）から養鶏を勧められた。試行錯誤の末、1882年（明治15年）頃には経営は順風満帆となっていたものの鶏コレラで全滅。
1888年（明治21）年に同志で愛知種鶏場を設立。弟の正秀らとともに地鶏と中国産のバフコーチンを掛け合わせ、名古屋コーチンを作出した（正式な品種名は「名古屋種」で当初は改良「薄毛」と名付けられたが1919年に改名した）。

## 家系
- 祖先の海部定右ヱ門正親は海部流砲術始祖である。また第76・77代内閣総理大臣の海部俊樹は遠縁にあたる（壮平の姉の曾孫）。